# Duello nel mondo
Duello nel mondo è un film del 1966 diretto da Luigi Scattini (accreditato come Arthur Scott) e Georges Combret.
In lingua francese il film è intitolato Duel dans le monde, mentre in lingua inglese Ring Around the World.